# Americardia
Americardia (лат.) — род морских двустворчатых моллюсков из семейства сердцевидок. Известны в ископаемом виде. Типовой вид — Americardia media (Linnaeus, 1758), первоначально описанный как Cardium medium Linnaeus, 1758.

## Виды
На январь 2024 года в род включают 8 видов:
- Americardia biangulata (Broderip & G. B. Sowerby I, 1829)
- Americardia columbella H. G. Lee & M. Huber, 2012
- Americardia guppyi (Thiele, 1910)
- Americardia lightbourni H. G. Lee & M. Huber, 2012
- Americardia lindamaesae ter Poorten & Swinnen, 2019
- Americardia media (Linnaeus, 1758)
- Americardia planicostata (G. B. Sowerby I, 1833)
- Americardia speciosa (A. Adams & Reeve, 1850)

## Галерея

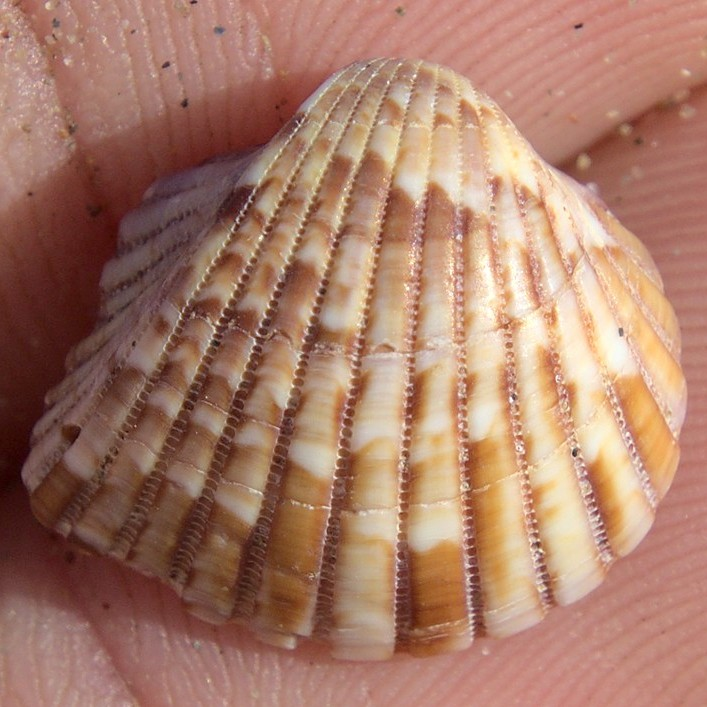
Americardia biangulata
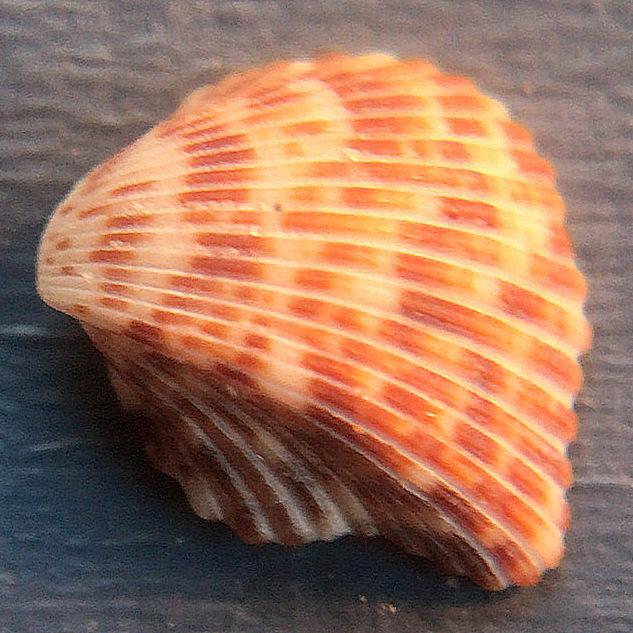
Americardia columbella
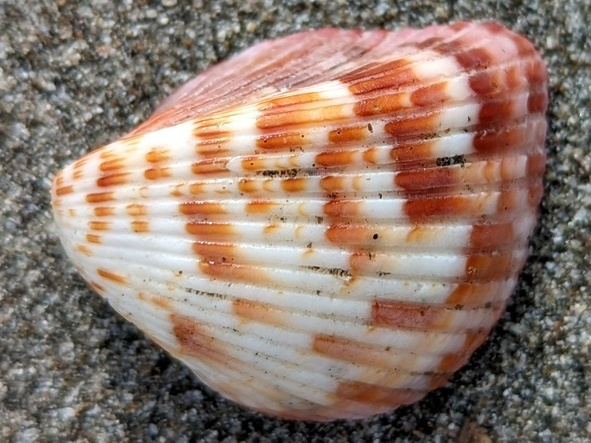
Americardia planicostata
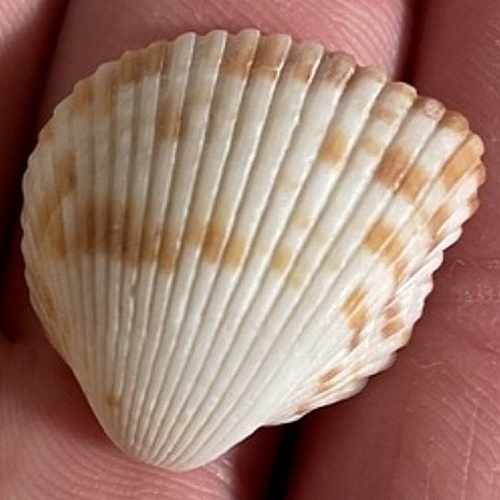
Americardia media